# Antônio Carlos Gomes
Antônio Carlos Gomes (pronuncia portoghese: [ɐ̃ˈtonju ˈkaɾlus ˈɡomis]; Campinas, 11 luglio 1836 – Belém, 16 settembre 1896) è stato un compositore brasiliano.

È considerato il maggior musicista brasiliano del XIX secolo, il primo compositore del Nuovo Mondo la cui musica fu accettata dall'Europa e l'unico non-europeo che ebbe successo come compositore di opere in Italia, durante l'"età d'oro dell'opera", contemporaneo di Verdi e Puccini.

## Biografia

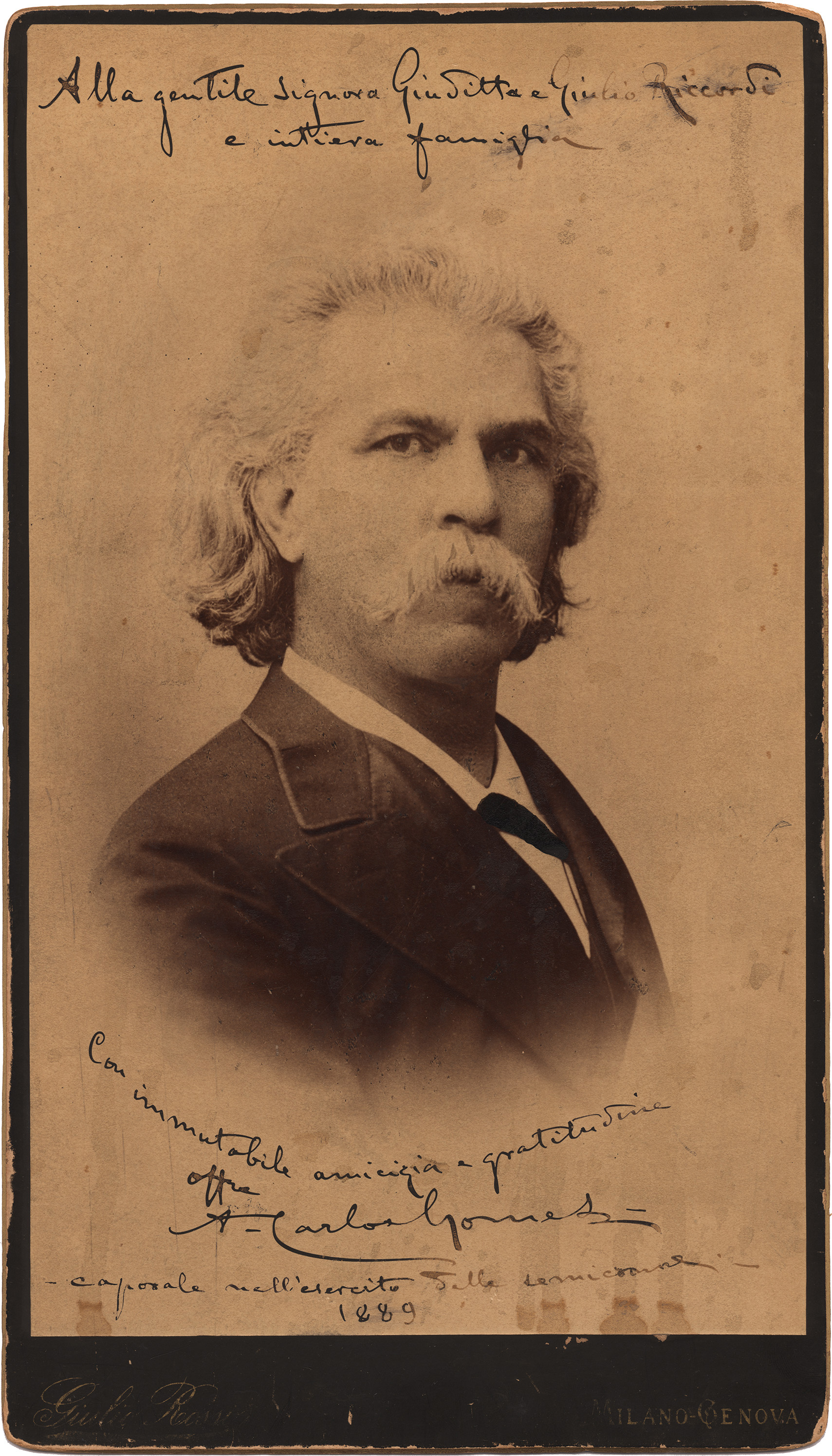
Foto di Carlos Gomes del 1889 con dedica autografa alla famiglia dell'editore Giulio Ricordi

Nacque nel paese di São Carlos, che è ora la città di Campinas, Brasile, figlio del Maestro Manuel José Gomes e di Fabiana Maria Jaguari Cardoso, in una famiglia di 26 figli.
Le sue tendenze musicali dell'infanzia furono presto stimolate dal padre, direttore della banda cittadina, e dal fratello maggiore, José Pedro de Sant'Ana Gomes, anch'egli direttore. José Pedro era il suo principale riferimento e consigliere durante la sua carriera artistica. Convinse Antônio a visitare la Corte, dove questi divenne un protetto dell'imperatore Dom Pedro II, il quale, avendo un noto interesse per gli artisti e gli intellettuali brasiliani, rese possibile ad Antônio Carlos di studiare al Conservatorio di Musica di Rio de Janeiro.
Dopo essersi diplomato con lode, Carlos compose la sua prima opera, A Noite Do Castelo (settembre 1861), che debuttò con grande successo al Theatro Lyrico Fluminense. Due anni dopo, si ripeté con la sua seconda opera, Joana De Flandres, che viene considerata ancora migliore della prima. Questi due pezzi convinsero l'imperatore ad offrirgli una borsa di studio per studiare in Italia, a Milano al Conservatorio di Musica, dove studiò con Lauro Rossi e Alberto Mazzucato.

### Il periodo italiano

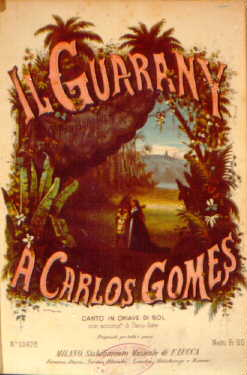
Copertina originale della partitura dell'opera Il Guarany

Terminato il corso di studi in tre anni anziché in quattro, ottenne il titolo di Maestro Compositore nel 1866. Scrisse le musiche per la rivista "Se sa minga" di Antonio Scalvini che lo resero famoso. Nel 1868 seguirono quelle per la rivista "Nella luna".
Nel frattempo incominciò la composizione della sua prima opera in italiano. Interessato alla creazione di un'opera sulla realtà brasiliana, Carlos Gomes sceglie come tema la storia romantica O Guarani, dello scrittore brasiliano José de Alencar. All'opera fu data un'ambientazione indiana, ed ebbe la sua prima rappresentazione nel maggio del 1870 al Teatro alla Scala di Milano, col nome Il Guarany.
Il successo è enorme. Anche il più severo dei critici comparò il musicista brasiliano ai grandi maestri europei, come Rossini e Verdi. Il re d'Italia, Vittorio Emanuele II, decorò il creatore dell'opera, che venne poi inscenata in tutte le principali capitali d'Europa. Prima della fine di quell'anno, Gomes ritornò in Brasile dove organizzò la première de Il Guarany a Rio de Janeiro, riportando lo stesso successo.
Ritornato in Italia, Carlos Gomes sposò Adelina Peri, una pianista italiana che aveva incontrato durante i suoi studi milanesi e incominciò la composizione della sua seconda opera, Fosca.
È un lavoro di ambizioni superiori, che a lungo considerò il suo capolavoro. Il suo debutto avvenne ancora alla Scala, il 16 febbraio 1873, ma non incontrò il consenso del pubblico.
Così Gomes abbassò il tiro e si riscattò l'anno dopo a Genova, dove il 21 marzo 1874, al Teatro Carlo Felice, andò in scena il Salvator Rosa, grand-opera vecchio stile di ambientazione napoletana, che riscosse grande successo e che aprirà la stagione di carnevale 1874-75 in almeno sette dei più importanti teatri italiani.
Scrisse l'inno Il saluto del Brasile per il centenario dell'indipendenza americana, che venne eseguito a Philadelphia, il 4 luglio 1876 dal maestro Gilmore.
Negli anni a seguire si dedicò alla revisione di Fosca, che rilanciò alla Scala nel 1878; i critici furono benevoli, ma ancora l'opera non conquistò il pubblico, e non venne ripresa in altri teatri.
Il 27 marzo 1879 fu rappresentata al Teatro alla Scala Maria Tudor, un'opera su libretto del poeta scapigliato Emilio Praga completato da Ferdinando Fontana. Ma la scelta del soggetto era infelice, e il verdetto fu inesorabile: un fiasco. La carriera italiana di Gomes era praticamente finita.

### Il ritorno in Brasile

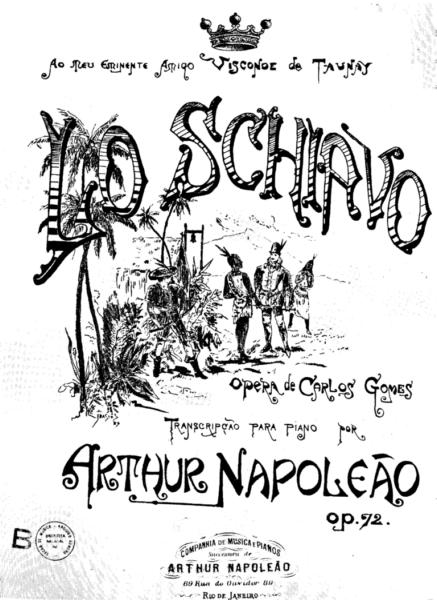
Copertina originale della partitura dell'opera Lo schiavo

Nel 1883 Gomes tornò in Brasile, ricevendo omaggi in ogni città in cui si recava. Quando ritornò in Italia, dopo aver abbandonato varie opere appena iniziate, si dedicò alla composizione di un'opera sulla lotta contro la schiavitù, ispirato dalla liberazione degli schiavi neri in Brasile, che prese il titolo de Lo schiavo. L'opera, suggerita da un grande amico di Gomes, un ingegnere di colore di nome André Rebouças, vedrà la luce solo anni dopo, nel 1889, quando, dopo vani tentativi di farla debuttare in Europa, andò in scena a Rio de Janeiro. È l'ultimo grande successo del compositore.
Quello stesso anno fu proclamata la Repubblica del Brasile, e Carlos Gomes ripartì per l'Italia. Fedele alla monarchia e a Dom Pedro II, Gomes rifiutò l'opportunità a lui data dal presidente Deodoro da Fonseca di comporre il nuovo Inno Nazionale Brasiliano. Negli anni successivi compose l'opera Condor (Teatro alla Scala, 1891) e la cantata Colombo (Teatro Municipale di Rio de Janeiro, 1892), per la festa di commemorazione del quattrocentenario della scoperta dell'America da parte di Cristoforo Colombo.
Invitato del governatore dello Stato brasiliano del Pará per dirigere il Conservatorio di Musica, il maestro lasciò definitivamente l'Italia, desiderando accettare il posto. Ma purtroppo, già anziano e malato, morì poco dopo il suo arrivo.
Oltre alle otto opere, compose canzoni (3 libri), pezzi corali e per pianoforte.

## Opere
- A noite do castelo (Teatro Lirico Fluminense, Rio de Janeiro, 1861)
- Joana de Flandres (Teatro Lirico Fluminense, Rio de Janeiro, 1863)
- Il Guarany (Teatro alla Scala, Milano, 1870)
- Fosca (Teatro alla Scala, Milano, 1873; rev.: Teatro alla Scala, 1878; Teatro Comunale di Modena, 1889; Teatro Dal Verme, 1890)
- Salvator Rosa (Teatro Carlo Felice, Genova, 1874)
- Maria Tudor (Teatro alla Scala, Milano, 1879)
- Lo schiavo (Theatro Imperial Dom Pedro II, Rio de Janeiro, 1889)
- Condor (Teatro alla Scala, Milano, 1891)

## Curiosità
- Nel quartiere di Maggianico della città di Lecco sorge una villa con parco appartenuta al compositore, da cui il nome Villa Gomes, utilizzata oggi per concerti ed eventi.

## Note

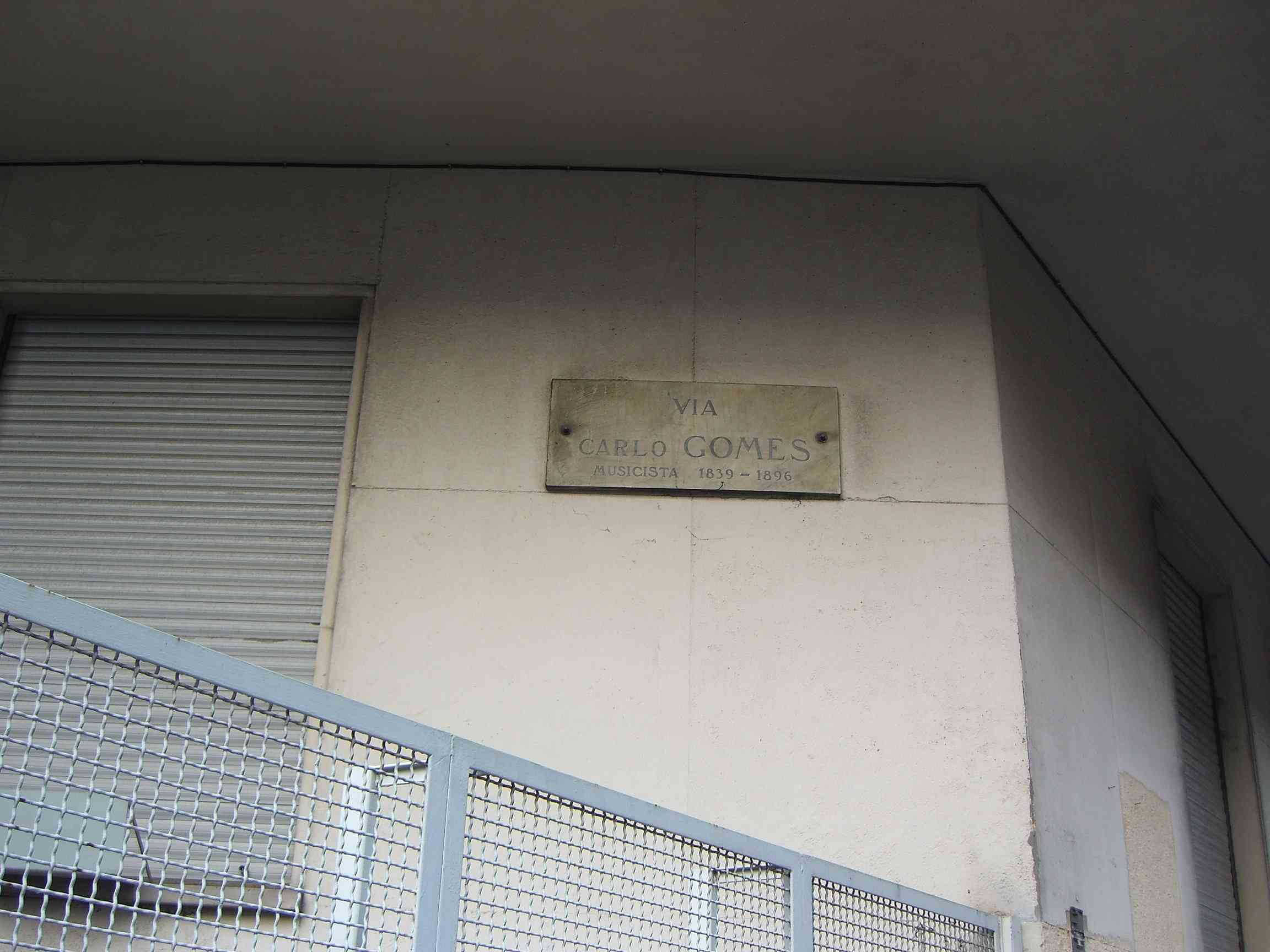
targa via Carlo Gomes (1839-1896), zona Stazione di Milano Centrale